# Graeser József
Graeser József „Dodi” (Budapest, 1953. október 23. –) magyar artistaművész, a Fővárosi Nagycirkusz cirkuszszakmai igazgatója.

## Élete
1966-ban kezdte pályafutását, édesapjával együtt léptek fel a Szovjetunióban egy gumiasztalszámmal. Ekkor alkottak meg egy új produkciót, a „hintát”.
Feleségével, Graeser Józsefné Bettivel 1973 óta partnerei egymásnak a porondon és azon kívül is. Hintaszámukkal bejárták az egész világot, 1973-tól 2000-ig léptek fel közösen. Graeser József ezután továbbra is a cirkusz világában maradt, Angliában három éven át dolgozott műszaki vezetőként, 2012 óta a Fővárosi Nagycirkusz szakmai vezetője.
A Fővárosi Nagycirkuszban végzett munkáját az Európai Cirkuszszövetség a 11. Budapest Nemzetközi Cirkuszfesztiválon díjjal ismerte el, ezen kívül feleségével együtt Művészi életpálya elismeréssel tüntették ki. Graeser József 2020-ban Magyar Arany Érdemkereszt kitüntetést vett át több évtizedes és magas színvonalú artistaművészeti életútja, valamint példamutató munkája megbecsüléséül. 2022-ben a XII. Magyar Teátrumi Nyári Fesztiválon Szarvas Város Önkormányzata különdíjban részesítette a kimagasló közönségélményt nyújtó cirkuszi előadás művészi megvalósításáért.

## Cirkuszművészeti rendezései a Fővárosi Nagycirkuszban
- Cirkuszi kavalkád (2012)
- Cirkusz Maximus (2013, id. Richter Józseffel közösen)
- Cirkusz Klasszikus (2014, id. Richter Józseffel közösen)
- Az univerzum fényei (2013, id. Richter Józseffel közösen)
- Zéró Gravitáció (2014, id. Richter Józseffel közösen)
- Fesztiváll (2014, id. Richter Józseffel közösen)
- Cirkusszimó (2015, id. Richter Józseffel közösen)
- Balance (2015, id. Richter Józseffel közösen)
- Szikramanók – Karácsonyi kaland a cirkuszban (2018)
- Győztesek karneválja a cirkuszban (2018)
- Fesztivál + – Varázslatos Győztesek (2020)
- Tavaszváró – Fesztivál + (2022)

## Díjai
- Európai Cirkuszszövetség díja (2016)
- Művészi életpálya elismerés (2016)
- Magyar Arany Érdemkereszt kitüntetés (2020)
- Magyar Teátrumi Nyári Fesztiválon Szarvas Város Önkormányzata különdíj (2022)